# Santuario della Madonna delle Grazie (Jesi)
La Santuario della Madonna delle Grazie è un importante luogo di culto cattolico di Jesi, in provincia di Ancona, nelle Marche.
Sorge lungo il centralissimo Corso Matteotti ed è il tempio mariano più importante della città e dell'intera Vallesina.

## Storia e descrizione

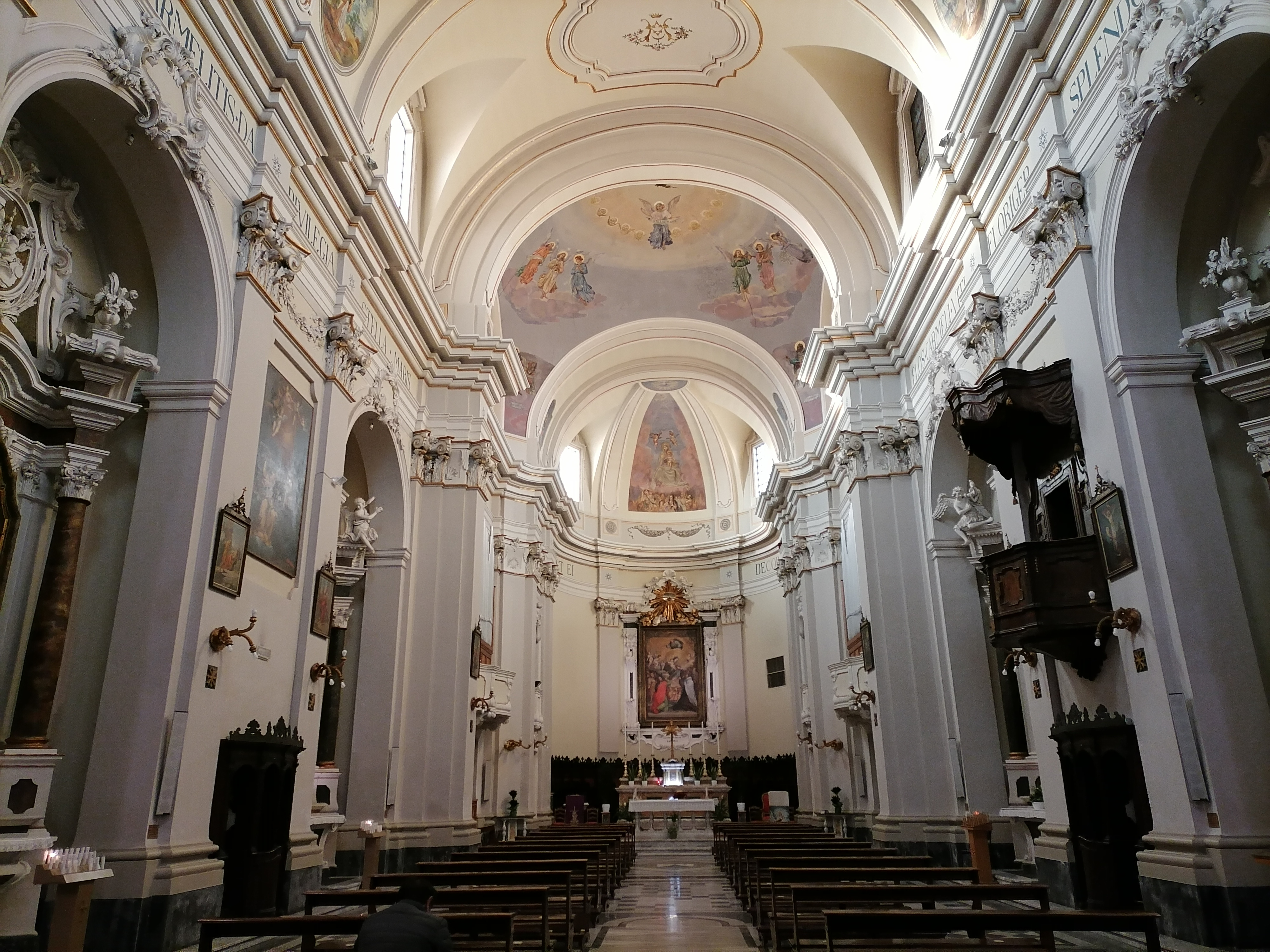
Interno

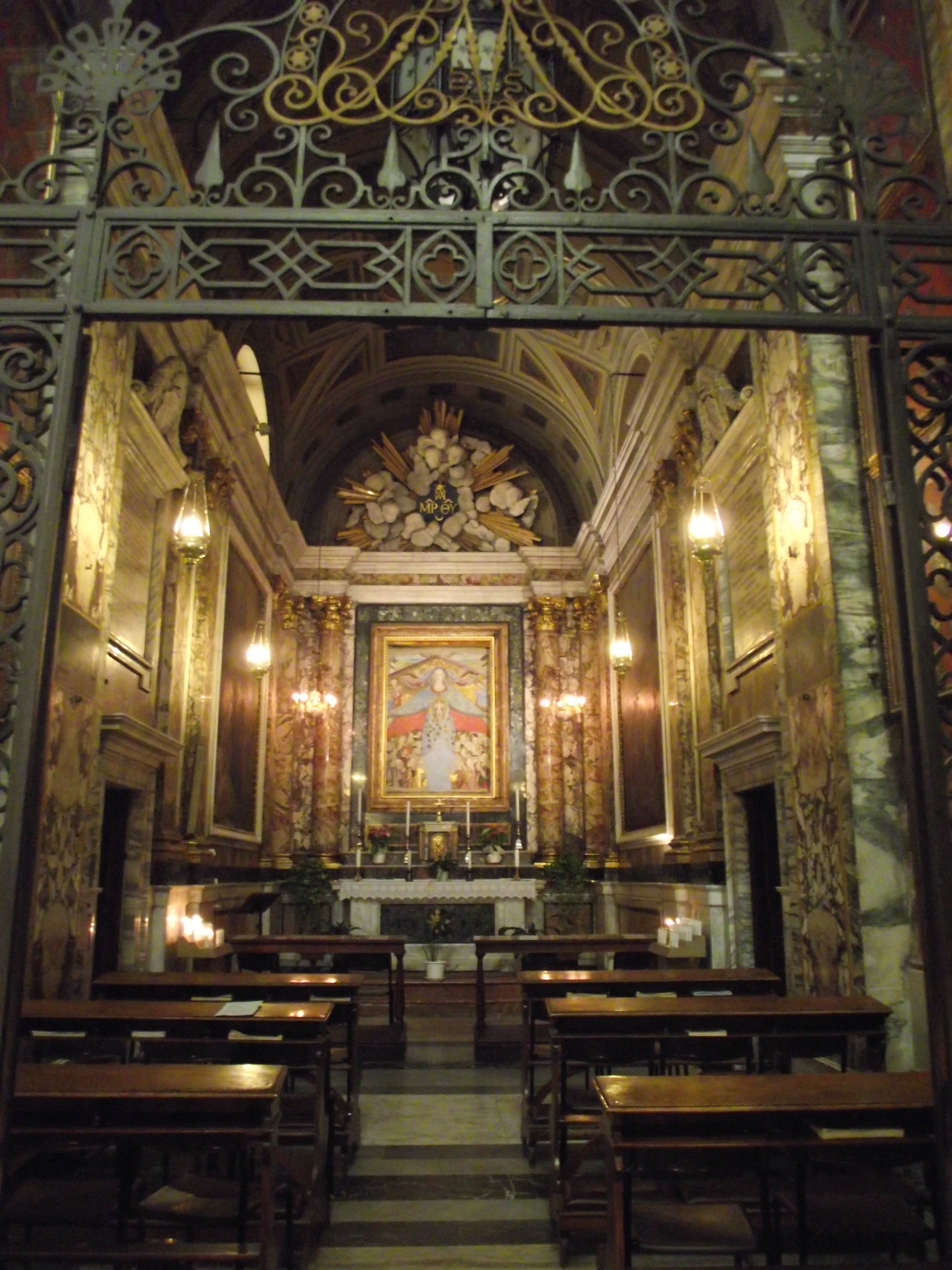
La cappella della Madonna delle Grazie

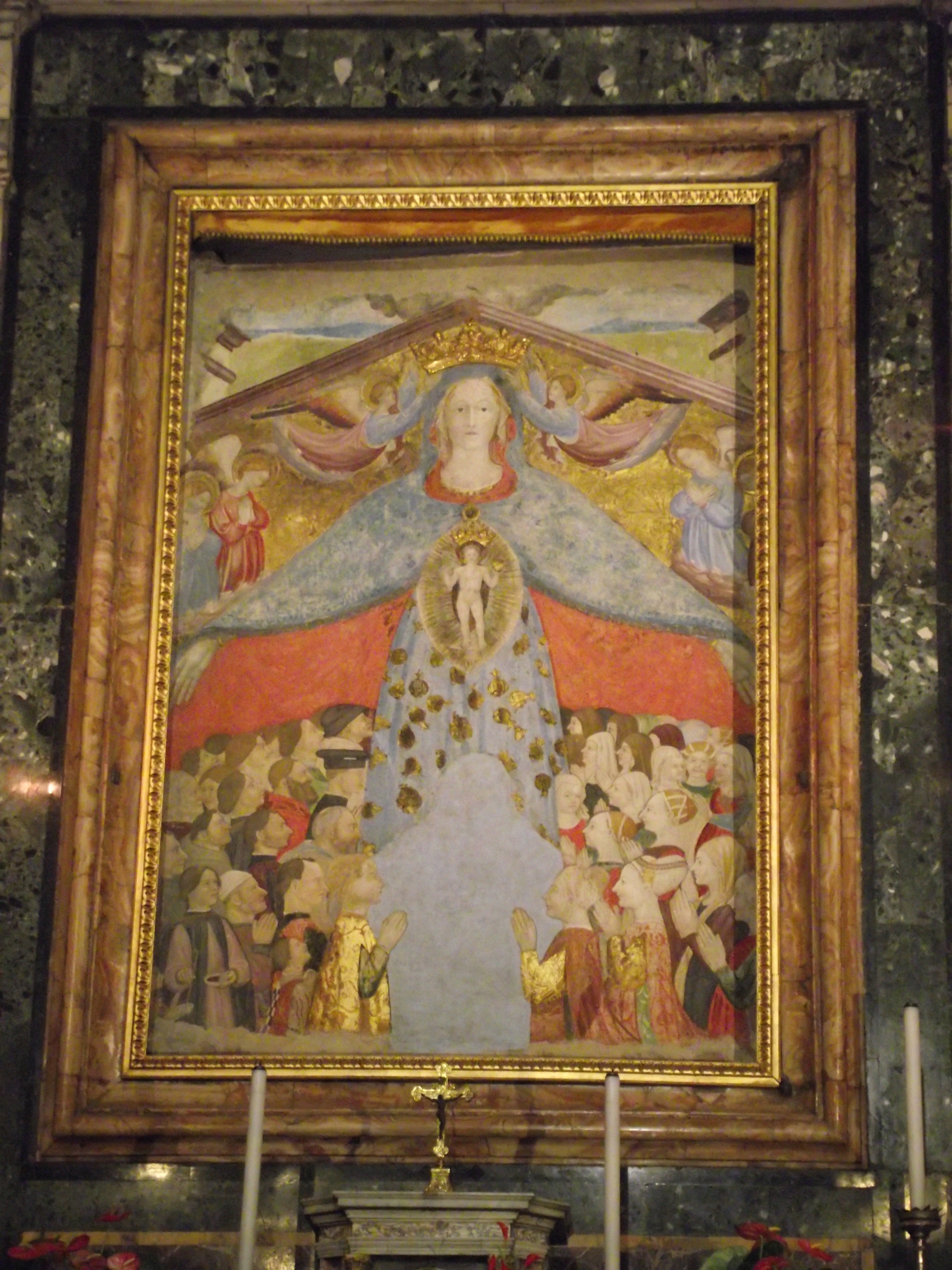
Affresco della Madonna della Misericordia di Andrea di Bartolo, 1470.

### Origini
Già verso la fine del XIV secolo Lippo di Dalmazia dipinse una prima immagine della Vergine sul muro esterno di un casolare rurale, nei pressi della Chiesa di San Nicolò, allora fuori le mura. Nel 1448, davanti quest'edicola, eretto un piccolo oratorio dedicato all'Assunta.

### Il Santuario
Nel 1456 terminò la grande epidemia di peste, gli jesini attribuirono questa liberazione alla Madonna, e come ringraziamento trasformarono l'edicola in una piccola cappella.. I Magistrati cittadini dichiararono la Madonna patrona della città e il Santuario divenne un luogo di pellegrinaggio importante per tutti i Castelli di Jesi. 
Nel 1470 l'immagine venne riaffrescata, sembra ad opera del pittore locale Andrea di Bartolo che realizza l'affresco attuale raffigurante la Madonna della Misericordia.
Nel 1486 vennero chiamati a officiare la cappella i frati carmelitani, che inglobarono la cappella nella nuova costruzione della chiesa terminata nel 1509. Nel 1550 si costruì il convento, completato nel 1624 con il chiostro per il quale il pittore urbinate Giovanni Calderi affresco le lunette con le Storie di Santa Teresa d'Avila.
Nel 1619 venne eretto l'attuale campanile, dal coronamento ottagonale a bulbo.

### L'edificio attuale
Dal 1751 fino al 1756 si intraprese la ricostruzione totale della chiesa. Il progetto fu affidato all'architetto locale Nicola Maiolatesi, che concepì l'edificio attuale di stile barocco a navata unica con abside curva e tre cappelle piatte per lato dai ricchi altari a stucco.
Gli altari presentano tele raffiguranti i Misteri della Vita di Cristo dipinte quasi tutte dal fabrianese Luigi Lanci. La Natività è dell'anconetano Nicola Bertucci.
L'arco della prima cappella destra fa da accesso all'antica Cappella della Madonna della Grazie, poi ampiamente ristrutturata nel 1795 dall'architetto Mattia Capponi.